# 张人亚衣冠冢
张人亚衣冠冢是浙江省宁波市北仑区一座衣冠冢，位于霞浦街道霞南村长山岗，为中国共产党早期党员张人亚的衣冠冢。衣冠冢建于1927年，由张人亚父亲张爵谦建造，为一墓两穴，一处墓穴葬有张人亚亡妻顾玉娥，另一处为空棺，曾藏有1922年中国共产党第二次全国代表大会颁布的《中国共产党章程》、1920年9月版《共产党宣言》等文件和书报。1950年，墓中所藏文献由张氏族人捐赠，由中共一大会址纪念馆、中国国家博物馆等机构收藏。2023年6月，墓葬被列入浙江省文物保护单位。
衣冠冢坐北朝南，为同茔异穴合葬墓。墓葬呈方形，占地面积19.7平方米，建筑面积12平方米。墓前竖青石墓碑，高1.6米，宽0.82米，上书“讳守行和泉张公顾氏玉娥墓”。为掩人耳目，墓碑由“张静泉”刻为“张泉”。2018年，衣冠冢所在长山岗下建成张人亚纪念公园（党章守护园），竖立由张人亚堂外甥女、重庆大学人文艺术学院教授江碧波设计的张人亚铜像。